# Liste der Kulturdenkmäler in Schotten/Stadtteile
Die folgende Liste enthält die in der Denkmaltopographie ausgewiesenen Kulturdenkmäler auf dem Gebiet  der  Stadt Schotten, Vogelsbergkreis, Hessen.
Hinweis: Die Reihenfolge der Denkmäler in dieser Liste orientiert sich zunächst an Stadtteilen und anschließend der Anschrift, alternativ ist sie auch nach der Bezeichnung, der vom Landesamt für Denkmalpflege vergebenen Nummer oder der Bauzeit sortierbar.
Kulturdenkmäler werden fortlaufend im Denkmalverzeichnis des Landes Hessen durch das Landesamt für Denkmalpflege Hessen auf Basis des Hessischen Denkmalschutzgesetzes (HDSchG) geführt. Die Schutzwürdigkeit eines Kulturdenkmals hängt nicht von der Eintragung in das Denkmalverzeichnis des Landes Hessen oder der Veröffentlichung in der Denkmaltopographie ab.

Das Vorhandensein oder Fehlen eines Objekts in dieser Liste ist keine rechtsverbindliche Auskunft darüber, ob es Kulturdenkmal ist oder nicht: Diese Liste entspricht möglicherweise nicht dem aktuellen Stand der offiziellen Denkmaltopographie. Diese ist für Hessen in den entsprechenden Bänden der Denkmaltopographie Bundesrepublik Deutschland und im Internet unter DenkXweb – Kulturdenkmäler in Hessen einsehbar. Auch diese Quellen sind, obwohl sie durch das Landesamt für Denkmalpflege Hessen aktualisiert werden, nicht immer aktuell, da es im Denkmalbestand immer wieder Änderungen gibt.
Eine verbindliche Auskunft erteilt allein das Landesamt für Denkmalpflege Hessen.
Nutze diese Kartenansicht, um Koordinaten in der Liste zu setzen. In dieser Kartenansicht sind Kulturdenkmale ohne Koordinaten mit einem roten bzw. orangen Marker dargestellt und können in der Karte gesetzt werden. Kulturdenkmale ohne Bild sind mit einem blauen bzw. roten Marker gekennzeichnet, Kulturdenkmale mit Bild mit einem grünen bzw. orangen Marker.

## Kulturdenkmäler nach Stadtteilen

### Betzenrod
| Bild             | Bezeichnung                              | Lage | Beschreibung           | Bauzeit                | Objekt-Nr. |
| ---------------- | ---------------------------------------- | --- | ---------------------- | ---------------------- | ---------- |
| weitere Bilder   | Gesamtanlage Betzenrod                   | Betzenrod, Altenhainer Straße 20, 22, 22A, 24–29, 29A, 30, 31, 33, 35, 37, 39, 41; Am Brunnen 1–7, 12, 14, 16; Am Schellberg 1–5,9; Am Tanzplatz 1, 3; Eichholzsztaße 1, 2, 3, 5, 6, 7, 9; Erlenweg 1, 2, 3, 5; Höfestraße 1–6, 8, 10, 12 Lage | Dorfkern von Betzenrod |                        | 124314 DDB |
| weitere Bilder   | Ehemalige evangelische Kirche und Schule | Betzenrod, Altenhainer Straße 22A LageFlur: 1, Flurstück: 115/1 |                        | 1663                   | 122864 DDB |
| Hofanlage        | Hofanlage                                | Betzenrod, Altenhainer Straße 30 LageFlur: 1, Flurstück: 58 |                        | Mitte 19. Jahrhundert  | 123612 DDB |
| Bild gesucht BW  | Backhaus                                 | Betzenrod, Altenhainer Straße 39 LageFlur: 1, Flurstück: 140 |                        | Anfang 20. Jahrhundert | 123613 DDB |
| Dorfbrunnen      | Dorfbrunnen                              | Betzenrod, Altenhainer Straße (Bei Am Brunnen 14) LageFlur: 1, Flurstück: 139 |                        |                        | 123615 DDB |
| weitere Bilder   | Streckhof                                | Betzenrod, Am Brunnen 12 LageFlur: 1, Flurstück: 137 |                        | Mitte 18. Jahrhundert  | 122861 DDB |
| Streckhof        | Streckhof                                | Betzenrod, Am Brunnen 16 LageFlur: 1, Flurstück: 144/1 |                        | 1847                   | 122862 DDB |
| Bild gesucht BW  | Friedhof und Gefallenendenkmäler         | Betzenrod, Götzener Weg (Am Kirchhof), Am Schellberg LageFlur: 1, Flurstück: 294, 296 |                        |                        | 123611 DDB |
| Ehemalige Schule | Ehemalige Schule                         | Betzenrod, Höfestraße 6 LageFlur: 1, Flurstück: 121/3 |                        | 1843/44                | 123616 DDB |
| Bild gesucht BW  | Backhaus                                 | Betzenrod, Höfestraße 8 LageFlur: 1, Flurstück: 124 |                        |                        | 123617 DDB |
| Bild gesucht BW  | Einhof                                   | Betzenrod, Höfestraße 20 LageFlur: 1, Flurstück: 205 |                        | um 1900                | 124064 DDB |
| Bild gesucht BW  | Einhof                                   | Betzenrod, Höfestraße 22 LageFlur: 1, Flurstück: 202 |                        | Anfang 20. Jahrhundert | 123614 DDB |

### Breungeshain
| Bild            | Bezeichnung                                        | Lage | Beschreibung | Bauzeit                | Objekt-Nr. |
| --------------- | -------------------------------------------------- | --- | ------------ | ---------------------- | ---------- |
| Bild gesucht BW | Gesamtanlage Breungeshain                          | Breungeshain, An der Kirche 1–8, 8A, 9; Auf der Weide 13; Eichelstraße 1, 2, 3, 3A, 4–7; Hoherodskopfstraße 11, 13–24, 24A, 25, 26, 28–33, 35, 37; In der Bornecke 1, 2, 4, 4A, 5, 5A, 6–13, 17, 19, 20; Oberwaldstraße 1; Sichenhäuser Straße 1, 2, 2A, 3–7, 9; Taufsteinstraße 3, 4, 5, 7, 9; Weidstraße 1, 3, 5, 6, 10, 12 Lage |              |                        | 124356 DDB |
| Bild gesucht BW | „Vater-Bender-Heim“, ehemaliges Berghaus Jägerheim | Breungeshain, Am Hoherodskopf 13 LageFlur: 11, Flurstück: 74 |              | Anfang 20. Jahrhundert | 123618 DDB |
| weitere Bilder  | Evangelische Kirche                                | Breungeshain, An der Kirche 2 LageFlur: 1, Flurstück: 2 |              | 1708                   | 123619 DDB |
| Ehemalige Mühle | Ehemalige Mühle                                    | Breungeshain, An der Kirche 8 LageFlur: 1, Flurstück: 15/5 |              | 1782                   | 123630 DDB |
| Bild gesucht BW | Hofanlage                                          | Breungeshain, An der Kirche 9 LageFlur: 1, Flurstück: 17/1 |              | um 1900                | 123631 DDB |
| Bild gesucht BW | Friedhof: Oberkirche und Grabmal                   | Breungeshain, Friedhofstraße LageFlur: 3, Flurstück: 75 |              |                        | 123632 DDB |
| Pfarrhaus       | Pfarrhaus                                          | Breungeshain, Hoherrodskopfstraße 13, Hoherrodskopfstraße 11 LageFlur: 1, Flurstück: 123 |              | 1842                   | 123633 DDB |
| Bild gesucht BW | Wohnhaus                                           | Breungeshain, Hoherrodskopfstraße 15 LageFlur: 1, Flurstück: 32/2 |              | 18. Jahrhundert        | 123634 DDB |
| Bild gesucht BW | Hofanlage                                          | Breungeshain, Hoherrodskopfstraße 18 LageFlur: 1, Flurstück: 38 |              | 19. Jahrhundert        | 123635 DDB |
| Bild gesucht BW | Ehemaliger Gasthof                                 | Breungeshain, Hoherrodskopfstraße 19 LageFlur: 1, Flurstück: 29/4 |              | um 1900                | 123636 DDB |
| weitere Bilder  | Ehemalige Schule                                   | Breungeshain, Hoherrodskopfstraße 22 LageFlur: 1, Flurstück: 57/3 |              | 1886/87                | 123629 DDB |
| weitere Bilder  | Forsthaus                                          | Breungeshain, Hoherrodskopfstraße 31 LageFlur: 1, Flurstück: 225/2 |              |                        | 123628 DDB |
| Bild gesucht BW | Wohnhaus einer Hofanlage                           | Breungeshain, Hoherrodskopfstraße 35 LageFlur: 1, Flurstück: 221/1 |              | Anfang 20. Jahrhundert | 123627 DDB |
| Bild gesucht BW | Backhaus                                           | Breungeshain, In der Bornecke 1 LageFlur: 1, Flurstück: 1 |              |                        | 123626 DDB |
| Waage           | Waage                                              | Breungeshain, In der Bornecke 2 LageFlur: 1, Flurstück: 75/1 |              |                        | 123625 DDB |
| Bild gesucht BW | Einhof                                             | Breungeshain, In der Bornecke 4 LageFlur: 1, Flurstück: 78/2 |              | 19. Jahrhundert        | 123624 DDB |
| Bild gesucht BW | Hofanlage                                          | Breungeshain, In der Bornecke 7 LageFlur: 1, Flurstück: 10 |              |                        | 123623 DDB |
| Bild gesucht BW | Wasserwerk                                         | Breungeshain, Oberwaldstraße LageFlur: 1, Flurstück: 209 |              |                        | 123306 DDB |
| weitere Bilder  | Bismarckturm                                       | Breungeshain, Taufstein LageFlur: 6, Flurstück: 3 |              | 1906–10                | 122655 DDB |
| Bild gesucht BW | Streckhof                                          | Breungeshain, Taufsteinstraße 4 LageFlur: 1, Flurstück: 162/4 |              | um 1900                | 123622 DDB |
| Wohnhaus        | Wohnhaus                                           | Breungeshain, Weidestraße 1 LageFlur: 1, Flurstück: 60/1 |              |                        | 123621 DDB |
| Bild gesucht BW | Einhof                                             | Breungeshain, Weidestraße 10 LageFlur: 1, Flurstück: 233/2 |              | um 1900                | 123620 DDB |

### Burkhards
| Bild                   | Bezeichnung                                                 | Lage | Beschreibung | Bauzeit | Objekt-Nr. |
| ---------------------- | ----------------------------------------------------------- | --- | ------------ | ------- | ---------- |
| Bild gesucht BW        | Gesamtanlage Burkhards                                      | Burkhards, Am Viehhof 1, 2, 4; Gänsweg 3, 4, 6, 8; Gederner Weg 3, 4; Im Eiches 1–6, 9, 11, 12, 20; Im Winkel 2, 3, 4; Niddergrund 2–15, 17, 19, 21, 23, 25, 27, 29, 30, 32–39, 42, 42A, 44, 46, 48, 50; Schäfergasse 2, 3, 5, 6, 9; Zum Hegwald 2–5 Lage |              |         | 124235 DDB |
| weitere Bilder         | Unteres Backhaus                                            | Burkhards, Gänsweg LageFlur: 8, Flurstück: 50/1 |              |         | 123460 DDB |
| Brücke über die Nidder | Brücke über die Nidder                                      | Burkhards, Gänsweg, Nidder LageFlur: 8, Flurstück: 50/1, 51, 52 |              |         | 123461 DDB |
| Bild gesucht BW        | Pfarrhaus                                                   | Burkhards, Im Eiches 5 LageFlur: 7, Flurstück: 35/1 |              |         | 123463 DDB |
| Bild gesucht BW        | Wohnhaus                                                    | Burkhards, Im Eiches 6 LageFlur: 7, Flurstück: 21/9 |              |         | 123464 DDB |
| Bild gesucht BW        | Einhof                                                      | Burkhards, Im Eiches 9 LageFlur: 7, Flurstück: 43 |              |         | 123462 DDB |
| Bild gesucht BW        | Wohnhaus                                                    | Burkhards, Niddergrund 3 LageFlur: 8, Flurstück: 49/1 |              |         | 123465 DDB |
| weitere Bilder         | Ehemalige Schule                                            | Burkhards, Niddergrund 11 LageFlur: 8, Flurstück: 43 |              |         | 123466 DDB |
| Bild gesucht BW        | Fachwerkwohnhaus                                            | Burkhards, Niddergrund 12 LageFlur: 8, Flurstück: 32/1 |              |         | 123467 DDB |
| Hofanlage              | Hofanlage                                                   | Burkhards, Niddergrund 21 LageFlur: 7, Flurstück: 109/1 |              |         | 124369 DDB |
| Hofanlage              | Hofanlage                                                   | Burkhards, Niddergrund 29 LageFlur: 7, Flurstück: 100/5 |              |         | 123468 DDB |
| Bild gesucht BW        | Wohnhaus                                                    | Burkhards, Niddergrund 30 LageFlur: 7, Flurstück: 9/1 |              |         | 123469 DDB |
| Bild gesucht BW        | Wohnhaus                                                    | Burkhards, Niddergrund 32 LageFlur: 7, Flurstück: 11/2 |              |         | 123470 DDB |
| weitere Bilder         | Oberes Backhaus                                             | Burkhards, Niddergrund 35 LageFlur: 7, Flurstück: 97/2 |              |         | 123471 DDB |
| Bild gesucht BW        | Doppelhaus                                                  | Burkhards, Niddergrund 36 und 38 LageFlur: 7, Flurstück: 12/1, 13/1 |              |         | 123472 DDB |
| weitere Bilder         | Evangelische Kirche                                         | Burkhards, Niddergrund 44 LageFlur: 7, Flurstück: 18/4 |              |         | 123473 DDB |
| Bild gesucht BW        | Wohnhaus                                                    | Burkhards, Niddergrund 46 LageFlur: 7, Flurstück: 39/1 |              |         | 124353 DDB |
| Hofanlage              | Hofanlage                                                   | Burkhards, Niddergrund 54 LageFlur: 7, Flurstück: 46/2 |              |         | 123474 DDB |
| Bild gesucht BW        | Streckhof                                                   | Burkhards, Stöckenweg 5 LageFlur: 7, Flurstück: 64/5 |              |         | 123475 DDB |
| Bild gesucht BW        | Hofanlage                                                   | Burkhards, Zum Heegwald 5 LageFlur: 7, Flurstück: 121 |              |         | 123477 DDB |
| Bild gesucht BW        | Brücke über die Nidder (Bundesstraße 276)                   | Burkhards, Nidder (Bundesstraße 276), Außerhalb der Ortslage LageFlur: 10, Flurstück: 13 |              |         | 123480 DDB |
| weitere Bilder         | Friedhof                                                    | Burkhards, Am Kirchberg, Hinter der Kirche, Außerhalb der Ortslage LageFlur: 8, Flurstück: 10, 7/1 |              |         | 123478 DDB |
| Bild gesucht BW        | Ehemalige Molkerei                                          | Burkhards, Burkhards Außerhalb 19 LageFlur: 5, Flurstück: 62/6 |              |         | 124135 DDB |
| weitere Bilder         | Grundmauern der „Stumpfen Kirche“ oder „Marcellinuskapelle“ | Burkhards, Bei der alten Kirche, Außerhalb der Ortslage LageFlur: 10, Flurstück: 63 |              |         | 123479 DDB |

### Busenborn
| Bild            | Bezeichnung         | Lage                                                       | Beschreibung | Bauzeit       | Objekt-Nr. |
| --------------- | ------------------- | ---------------------------------------------------------- | ------------ | ------------- | ---------- |
| Bild gesucht BW | Hofanlage           | Busenborn, Bilsteinstraße 1 LageFlur: 1, Flurstück: 102    |              |               | 123481 DDB |
| Bild gesucht BW | Ehemalige Schule    | Busenborn, Eicheltalstraße 14 LageFlur: 1, Flurstück: 30/1 |              |               | 123482 DDB |
| Bild gesucht BW | Wohnhaus            | Busenborn, Eicheltalstraße 19 LageFlur: 1, Flurstück: 85   |              |               | 123484 DDB |
| weitere Bilder  | Evangelische Kirche | Busenborn, Eicheltalstraße 21 LageFlur: 1, Flurstück: 68/1 |              | 1630 bis 1633 | 123485 DDB |
| Bild gesucht BW | Hofanlage           | Busenborn, Eicheltalstraße 32 LageFlur: 1, Flurstück: 18   |              |               | 123486 DDB |
| weitere Bilder  | Backhaus            | Busenborn, Mittelweg 3 LageFlur: 1, Flurstück: 61          |              |               | 123487 DDB |
| Bild gesucht BW | Streckhof           | Busenborn, Obergasse 3 LageFlur: 1, Flurstück: 75          |              |               | 123488 DDB |
| Bild gesucht BW | Streckhof           | Busenborn, Obergasse 10 LageFlur: 1, Flurstück: 50         |              |               | 123489 DDB |

### Eichelsachsen
| Bild            | Bezeichnung                                        | Lage | Beschreibung | Bauzeit | Objekt-Nr. |
| --------------- | -------------------------------------------------- | --- | ------------ | ------- | ---------- |
| Bild gesucht BW | Gesamtanlage Eichelsachsen                         | Eichelsachsen, Am Eckhardsbach 1–7, 9, 11, 13, 15, 17, 17A, 19, 21, 23, 25, 25A, 27, 29, 31, 33; Forstgartenstraße 1, 1A, 2–6, 8; Hauptstraße 1–10, 12–18, 20, 22, 26, 28, 30, 32, 34, 35, 36, 36A, 38, 38A, 40, 42, 44; Kirchweg 1, 2, 3, 5–11; Rainröder Straße 1, 2, 3; Rotenbergsweg 1, 3, 5; Steingartenweg 1–6; Zum schönen Stein 1–5, 7, 9; Zwiefaltener Straße 1–4, 4A, 5, 6, 6A, 7, 8, 10 Lage |              |         | 124236 DDB |
| weitere Bilder  | Ehemaliges Gemeindewirtshaus                       | Eichelsachsen, Am Eckhardsbach 2 LageFlur: 2, Flurstück: 285/3 |              |         | 123491 DDB |
| weitere Bilder  | Backhaus                                           | Eichelsachsen, Am Eckhardsbach 4 LageFlur: 2, Flurstück: 286 |              | 1780    | 123492 DDB |
| Bild gesucht BW | Wohnhaus                                           | Eichelsachsen, Am Eckhardsbach 5 LageFlur: 2, Flurstück: 276 |              |         | 123493 DDB |
| Bild gesucht BW | Wohnhaus                                           | Eichelsachsen, Am Eckhardsbach 11 LageFlur: 2, Flurstück: 264, 265 |              |         | 124363 DDB |
| Bild gesucht BW | Wohnhaus                                           | Eichelsachsen, Am Eckhardsbach 23 LageFlur: 2, Flurstück: 257/3 |              |         | 123508 DDB |
| Bild gesucht BW | Einhof                                             | Eichelsachsen, Am Eckhardsbach 25 LageFlur: 2, Flurstück: 256 |              |         | 123503 DDB |
| Bild gesucht BW | Backhaus                                           | Eichelsachsen, Am Eckhardsbach 27 LageFlur: 2, Flurstück: 255 |              |         | 122709 DDB |
| Bild gesucht BW | Wohnhaus                                           | Eichelsachsen, Forstgartenstraße 2 LageFlur: 2, Flurstück: 281 |              |         | 123495 DDB |
| Hofanlage       | Hofanlage                                          | Eichelsachsen, Forstgartenstraße 3, Forstgartenstraße 1a LageFlur: 1, Flurstück: 152/5, 154/1 |              |         | 123637 DDB |
| Bild gesucht BW | Hofanlage                                          | Eichelsachsen, Forstgartenstraße 4 LageFlur: 2, Flurstück: 278 |              |         | 124362 DDB |
| weitere Bilder  | Ehemaliger Gemeindebrunnen                         | Eichelsachsen, Forstgartenstraße (Bei Nr. 2) LageFlur: 2, Flurstück: 280 |              |         | 123494 DDB |
| Bild gesucht BW | Friedhof: Grabmäler                                | Eichelsachsen, Glashütter Straße 6 LageFlur: 2, Flurstück: 179/1 |              |         | 123638 DDB |
| Bild gesucht BW | Wohnhaus                                           | Eichelsachsen, Hauptstraße 6 LageFlur: 2, Flurstück: 336/1 |              |         | 123504 DDB |
| Bild gesucht BW | Fachwerkhaus                                       | Eichelsachsen, Hauptstraße 10 LageFlur: 2, Flurstück: 331 |              |         | 123507 DDB |
| Bild gesucht BW | Wohnhaus                                           | Eichelsachsen, Hauptstraße 15 LageFlur: 2, Flurstück: 288/1 |              |         | 124364 DDB |
| Bild gesucht BW | Streckhof                                          | Eichelsachsen, Hauptstraße 17 LageFlur: 2, Flurstück: 290/1 |              |         | 123506 DDB |
| Bild gesucht BW | Ehemaliges Gasthaus „Zur Linde“                    | Eichelsachsen, Hauptstraße 18 LageFlur: 2, Flurstück: 328 |              |         | 123505 DDB |
| Bild gesucht BW | Hofanlage                                          | Eichelsachsen, Hauptstraße 32 LageFlur: 2, Flurstück: 295 |              |         | 123502 DDB |
| Bild gesucht BW | Wohnhaus                                           | Eichelsachsen, Hauptstraße 35 LageFlur: 2, Flurstück: 246 |              |         | 122708 DDB |
| Bild gesucht BW | Ehemalige Schule                                   | Eichelsachsen, Hauptstraße 40 LageFlur: 2, Flurstück: 245 |              |         | 122707 DDB |
| Bild gesucht BW | Kriegerdenkmal                                     | Eichelsachsen, Hauptstraße (Bei Nr. 13) LageFlur: 2, Flurstück: 284/4 |              |         | 123639 DDB |
| weitere Bilder  | Ehemaliges Jagdschloss Zwiefalten                  | Eichelsachsen, Hof Zwiefalten 1 LageFlur: 4, Flurstück: 47 |              |         | 123644 DDB |
| weitere Bilder  | Evangelische Kirche, Grabsteine, Gefallenendenkmal | Eichelsachsen, Kirchweg 1 LageFlur: 2, Flurstück: 338 |              |         | 123640 DDB |
| Einhof          | Einhof                                             | Eichelsachsen, Kirchweg 2 LageFlur: 1, Flurstück: 96 |              |         | 123496 DDB |
| Bild gesucht BW | Streckhof                                          | Eichelsachsen, Kirchweg 3 LageFlur: 2, Flurstück: 339 |              |         | 123497 DDB |
| Bild gesucht BW | Streckhof                                          | Eichelsachsen, Kirchweg 7 LageFlur: 2, Flurstück: 342 |              |         | 123641 DDB |
| Bild gesucht BW | Wohnhaus                                           | Eichelsachsen, Kirchweg 8 LageFlur: 1, Flurstück: 88/3 |              |         | 123501 DDB |
| Bild gesucht BW | Hofanlage                                          | Eichelsachsen, Kirchweg 19 LageFlur: 2, Flurstück: 358/6 |              |         | 123642 DDB |
| Bild gesucht BW | Hofanlage                                          | Eichelsachsen, Rainröder Straße 2 LageFlur: 1, Flurstück: 141/2 |              |         | 123500 DDB |
| Bild gesucht BW | Ehemalige Grundmühle                               | Eichelsachsen, Rainröder Straße 30 LageFlur: 1, Flurstück: 207 |              |         | 123490 DDB |
| Bild gesucht BW | Einhof                                             | Eichelsachsen, Zum Schönen Stein 1 LageFlur: 1, Flurstück: 97/1 |              | 1808    | 123643 DDB |
| weitere Bilder  | Backhaus zum schönen Stein                         | Eichelsachsen, Zum Schönen Stein 4 LageFlur: 1, Flurstück: 99 |              |         | 123498 DDB |
| Fachwerkhaus    | Fachwerkhaus                                       | Eichelsachsen, Zum Schönen Stein 7 LageFlur: 1, Flurstück: 87/5 |              |         | 123499 DDB |
| Hofanlage       | Hofanlage                                          | Eichelsachsen, Zum Schönen Stein 9 LageFlur: 1, Flurstück: 86/3 |              |         | 122706 DDB |

### Einartshausen
| Bild                       | Bezeichnung                          | Lage | Beschreibung | Bauzeit | Objekt-Nr. |
| -------------------------- | ------------------------------------ | --- | ------------ | ------- | ---------- |
| Gesamtanlage Einartshausen | Gesamtanlage Einartshausen           | Einartshausen, Am Anger 2; Gonterskirchener Straße 1, 2, 3, 4, 6; Hohe Bügelstraße 1, 2, 4–10, 12; Höhenblick 1–4; Hollerweg 1, 2; Hußwiesenweg 1; In der Ecke 1, 5, 7, 9, 11; Röderstraße 1–14, 16, 18, 20; Stornfelser Straße 1, 3, 5, 8, 19; Weingartenstraße 1, 2, 3 Lage |              |         | 124237 DDB |
| Bild gesucht BW            | Wohnhaus                             | Einartshausen, Am Anger 2 LageFlur: 1, Flurstück: 49/1 |              |         | 123646 DDB |
| Pumpe                      | Pumpe                                | Einartshausen, Am Anger (Bei Röderstraße 18) LageFlur: 1, Flurstück: 51/4 |              |         | 123645 DDB |
| Bild gesucht BW            | Ehemalige Mühle                      | Einartshausen, Gonterskirchener Straße 10 LageFlur: 1, Flurstück: 128 |              |         | 123648 DDB |
| Bild gesucht BW            | Brunnen                              | Einartshausen, Hohe Bügelstraße 1 LageFlur: 1, Flurstück: 98/1 |              |         | 123662 DDB |
| Bild gesucht BW            | Streckhof                            | Einartshausen, Hohe Bügelstraße 7 LageFlur: 1, Flurstück: 94/1, 94/2 |              |         | 123649 DDB |
| Bild gesucht BW            | Back- und Spritzenhaus               | Einartshausen, Hohe Bügelstraße 9 LageFlur: 1, Flurstück: 81 |              |         | 123650 DDB |
| Bild gesucht BW            | Streckhof                            | Einartshausen, Höhenblick 2 LageFlur: 1, Flurstück: 35 |              |         | 123651 DDB |
| Bild gesucht BW            | Fachwerkhaus                         | Einartshausen, Höhenblick 3 LageFlur: 1, Flurstück: 42 |              |         | 815617 DDB |
| Bild gesucht BW            | Streckhof                            | Einartshausen, In der Ecke 1 LageFlur: 1, Flurstück: 71 |              |         | 123652 DDB |
| Bild gesucht BW            | Pumpstation                          | Einartshausen, Mühlwiesenweg o.N. LageFlur: 1, Flurstück: 127 |              |         | 124059 DDB |
| Bild gesucht BW            | Fachwerkhaus                         | Einartshausen, Röderstraße 2 LageFlur: 1, Flurstück: 27 |              |         | 123653 DDB |
| Bild gesucht BW            | Wohnhaus                             | Einartshausen, Röderstraße 7 LageFlur: 1, Flurstück: 85 |              |         | 124341 DDB |
| Bild gesucht BW            | Ehemaliges Amthaus                   | Einartshausen, Röderstraße 8 LageFlur: 1, Flurstück: 37 |              |         | 123654 DDB |
| weitere Bilder             | Evangelische Kirche                  | Einartshausen, Röderstraße 9 LageFlur: 1, Flurstück: 84/1 |              |         | 123655 DDB |
| Bild gesucht BW            | Wohnhaus                             | Einartshausen, Röderstraße 10 LageFlur: 1, Flurstück: 39 |              |         | 123656 DDB |
| Bild gesucht BW            | Hofanlage                            | Einartshausen, Röderstraße 12 LageFlur: 1, Flurstück: 43 |              |         | 123657 DDB |
| weitere Bilder             | Zwei Hofanlagen                      | Einartshausen, Röderstraße 13 LageFlur: 1, Flurstück: 72/3 |              |         | 123658 DDB |
| Bild gesucht BW            | Ehemaliges Pfarr- und Lehrerwohnhaus | Einartshausen, Röderstraße 16 LageFlur: 1, Flurstück: 48 |              |         | 123659 DDB |
| Bild gesucht BW            | Wohnhaus                             | Einartshausen, Röderstraße 18 LageFlur: 1, Flurstück: 57/3 |              |         | 123660 DDB |
| Bild gesucht BW            | Wohnhaus                             | Einartshausen, Röderstraße 20 LageFlur: 1, Flurstück: 58 |              |         | 124058 DDB |
| Bild gesucht BW            | Backhaus                             | Einartshausen, Weingartenstraße 1 LageFlur: 1, Flurstück: 19 |              |         | 123661 DDB |
| Bild gesucht BW            | Jüdischer Friedhof                   | Einartshausen, Judenkirchhof, Außerhalb der Ortslage LageFlur: 3, Flurstück: 105 |              |         | 123647 DDB |
| Bild gesucht BW            | Grenzstein Solms-Hessen              | Einartshausen, Oberwaide, Außerhalb der Ortslage (B 276) LageFlur: 2, 20, Flurstück: 3, 5, 9/1 |              |         | 124462 DDB |

### Eschenrod
| Bild                     | Bezeichnung                | Lage | Beschreibung | Bauzeit | Objekt-Nr. |
| ------------------------ | -------------------------- | --- | ------------ | ------- | ---------- |
| Bild gesucht BW          | Gesamtanlage Eschenrod     | Eschenrod, Am Eichelbach 1–6, 8, 9, 10, 11, 13; Am Kirchgarten 1, 2, 3, 6; Brunnenstraße 1–8, 8A, 9–21, 23–29; Friedhofstraße 1, 1A, 2, 3, 4, 5; Lindenstraße 1–7, 8A, 9, 9A, 10–15, 17, 19, 21; Mühlweg 1, 2, 3; Schottener Straße 1; Wingershäuser Straße 1–5, 7, 9, 11 Lage |              |         | 124189 DDB |
| Backhaus                 | Backhaus                   | Eschenrod, Am Eichelbach 2 LageFlur: 2, Flurstück: 36 |              |         | 123510 DDB |
| Bild gesucht BW          | Scheunen                   | Eschenrod, Am Eichelbach 4 und 6 LageFlur: 2, Flurstück: 34, 35 |              |         | 123511 DDB |
| Bild gesucht BW          | Hofanlage                  | Eschenrod, Am Eichelbach 8 LageFlur: 2, Flurstück: 33 |              |         | 124440 DDB |
| Hofanlage                | Hofanlage                  | Eschenrod, Am Eichelbach 11 LageFlur: 2, Flurstück: 39 |              |         | 123512 DDB |
| Steg über den Eichelbach | Steg über den Eichelbach   | Eschenrod, Am Eichelbach o.N. (Bei Nr. 2) LageFlur: 2, Flurstück: 1, 37/2, 9 |              |         | 123509 DDB |
| Bild gesucht BW          | Wohnhaus                   | Eschenrod, Am Kirchgarten 1 LageFlur: 1, Flurstück: 97/3 |              |         | 123513 DDB |
| Bild gesucht BW          | Backhaus                   | Eschenrod, Am Lindenrain 4 LageFlur: 1, Flurstück: 113 |              |         | 124376 DDB |
| weitere Bilder           | Evangelische Kirche        | Eschenrod, Brunnenstraße 1 LageFlur: 2, Flurstück: 2 |              |         | 123516 DDB |
| Ehemaliger Pfarrhof      | Ehemaliger Pfarrhof        | Eschenrod, Brunnenstraße 3 LageFlur: 2, Flurstück: 3 |              |         | 122705 DDB |
| Bild gesucht BW          | Wohnhaus                   | Eschenrod, Brunnenstraße 5 LageFlur: 2, Flurstück: 4 |              |         | 123517 DDB |
| Backhaus                 | Backhaus                   | Eschenrod, Brunnenstraße 11 LageFlur: 2, Flurstück: 7 |              |         | 123518 DDB |
| Bild gesucht BW          | Wohnhaus                   | Eschenrod, Brunnenstraße 23 LageFlur: 2, Flurstück: 13 |              |         | 123519 DDB |
| Bild gesucht BW          | Streckhof                  | Eschenrod, Brunnenstraße 25 LageFlur: 2, Flurstück: 14 |              |         | 123520 DDB |
| Bild gesucht BW          | Backhaus                   | Eschenrod, Brunnenstraße 28 LageFlur: 3, Flurstück: 29 |              |         | 123521 DDB |
| Dorfbrunnen              | Dorfbrunnen                | Eschenrod, Brunnenstraße (gegenüber Nr. 19) LageFlur: 2, Flurstück: 8 |              |         | 123515 DDB |
| weitere Bilder           | Brücke über den Eichelbach | Eschenrod, Eichelbach (Wingershäuser Straße o.N.) LageFlur: 1, Flurstück: 158 |              |         | 123532 DDB |
| Bild gesucht BW          | Hofanlage                  | Eschenrod, Friedhofstraße 1 LageFlur: 2, Flurstück: 75/3 |              |         | 124060 DDB |
| Bild gesucht BW          | Friedhof                   | Eschenrod, Friedhofstraße 6 LageFlur: 10, Flurstück: 1/1 |              |         | 123514 DDB |
| Bild gesucht BW          | Wohnhaus                   | Eschenrod, Lindenstraße 1 LageFlur: 1, Flurstück: 73 |              |         | 123522 DDB |
| Streckhof                | Streckhof                  | Eschenrod, Lindenstraße 5 LageFlur: 1, Flurstück: 2/3, 3 |              |         | 123523 DDB |
| Streckhof                | Streckhof                  | Eschenrod, Lindenstraße 6 LageFlur: 1, Flurstück: 100 |              |         | 123524 DDB |
| Wohnhaus                 | Wohnhaus                   | Eschenrod, Lindenstraße 8A LageFlur: 1, Flurstück: 101/1 |              |         | 123525 DDB |
| Bild gesucht BW          | Ehemalige Schule           | Eschenrod, Lindenstraße 10 LageFlur: 1, Flurstück: 102 |              |         | 123526 DDB |
| Bild gesucht BW          | Hofanlage                  | Eschenrod, Lindenstraße 12 LageFlur: 1, Flurstück: 109 |              |         | 123529 DDB |
| Bild gesucht BW          | Tagelöhnerhaus             | Eschenrod, Lindenstraße 17 LageFlur: 1, Flurstück: 13 |              |         | 124399 DDB |
| Bild gesucht BW          | Weidmühle                  | Eschenrod, Weidmühlenweg 70 LageFlur: 6, Flurstück: 13/2, 14, 16 |              |         | 123527 DDB |
| Bild gesucht BW          | Ehemalige Schlagmühle      | Eschenrod, Weidmühlenweg 76 LageFlur: 6, Flurstück: 18/1 |              |         | 123528 DDB |
| Bild gesucht BW          | Backhaus                   | Eschenrod, Weidmühlenweg 81 LageFlur: 6, Flurstück: 54 |              |         | 123530 DDB |
| Bild gesucht BW          | Fachwerkhaus               | Eschenrod, Wingershäuser Straße 5 LageFlur: 1, Flurstück: 76 |              |         | 123533 DDB |
| Bild gesucht BW          | Hofanlage                  | Eschenrod, Wingershäuser Straße 7 LageFlur: 1, Flurstück: 77 |              |         | 123534 DDB |
| Bild gesucht BW          | Backhaus                   | Eschenrod, Wingershäuser Straße 9 LageFlur: 1, Flurstück: 79 |              |         | 123535 DDB |
| Gefallenendenkmal        | Gefallenendenkmal          | Eschenrod, Wingershäuser Straße o.N. (Bei Brunnenstraße 1) LageFlur: 2, Flurstück: 1 |              |         | 123531 DDB |
| Bild gesucht BW          | Brücke über den Eichelbach | Eschenrod, Eichelbach (B 276), Außerhalb der Ortslage LageFlur: 3, Flurstück: 30 |              |         | 124343 DDB |

### Götzen
| Bild            | Bezeichnung                         | Lage                                                             | Beschreibung          | Bauzeit | Objekt-Nr. |
| --------------- | ----------------------------------- | ---------------------------------------------------------------- | --------------------- | ------- | ---------- |
| Hofanlage       | Hofanlage                           | Götzen, Gierbachstraße 4 LageFlur: 1, Flurstück: 119/1           |                       |         | 123537 DDB |
| weitere Bilder  | Backhaus und Waage                  | Götzen, Gierbachstraße 23 LageFlur: 1, Flurstück: 73/1           |                       |         | 123538 DDB |
| Streckhof       | Streckhof                           | Götzen, Gierbachstraße 24 LageFlur: 1, Flurstück: 30/1           |                       |         | 124340 DDB |
| weitere Bilder  | Gefallenendenkmal                   | Götzen, Gierbachstraße (Bei Nr. 3) LageFlur: 1, Flurstück: 109/1 |                       |         | 123536 DDB |
| Bild gesucht BW | Hof                                 | Götzen, Zur Schweiz 3 LageFlur: 1, Flurstück: 102                |                       |         | 124339 DDB |
| weitere Bilder  | Evangelische Kirche und alte Schule | Götzen, Zur Schweiz 4 LageFlur: 1, Flurstück: 98/2               |                       |         | 123539 DDB |
| weitere Bilder  | Ehemalige Schule                    | Götzen, Zur Schweiz 7 LageFlur: 1, Flurstück: 88                 | Dorfgemeinschaftshaus |         | 122704 DDB |

### Kaulstoß
| Bild            | Bezeichnung             | Lage                                                                                            | Beschreibung | Bauzeit | Objekt-Nr. |
| --------------- | ----------------------- | ----------------------------------------------------------------------------------------------- | ------------ | ------- | ---------- |
| Bild gesucht BW | Backhaus                | Kaulstoß, Bornweg 1 LageFlur: 1, Flurstück: 48/3                                                |              |         | 123540 DDB |
| Bild gesucht BW | Hofanlage               | Kaulstoß, Churweg 3 LageFlur: 2, Flurstück: 23/1                                                |              |         | 123542 DDB |
| Bild gesucht BW | Stallscheune            | Kaulstoß, Churweg 7 LageFlur: 2, Flurstück: 29/1                                                |              |         | 123543 DDB |
| Bild gesucht BW | Hof                     | Kaulstoß, Forsthausstraße 14 LageFlur: 1, Flurstück: 34                                         |              |         | 123548 DDB |
| Bild gesucht BW | Ehemaliges Forsthaus    | Kaulstoß, Forsthausstraße 28 LageFlur: 1, Flurstück: 2/1                                        |              |         | 123549 DDB |
| Bild gesucht BW | Gefallenendenkmal       | Kaulstoß, Forsthausstraße, Ehrenmal LageFlur: 1, Flurstück: 9                                   |              |         | 123544 DDB |
| weitere Bilder  | Brücken über die Nidder | Kaulstoß, Nidder, Churweg 6, Churweg 5, Churweg LageFlur: 1, 2, Flurstück: 13, 19, 26/2, 27, 32 |              |         | 123547 DDB |
| Bild gesucht BW | Wohnhaus                | Kaulstoß, Nidderstraße 2 LageFlur: 1, Flurstück: 28                                             |              |         | 123541 DDB |
| Bild gesucht BW | Streckhof               | Kaulstoß, Nidderstraße 13 LageFlur: 2, Flurstück: 20/1                                          |              |         | 123546 DDB |

### Michelbach
| Bild             | Bezeichnung             | Lage | Beschreibung | Bauzeit | Objekt-Nr. |
| ---------------- | ----------------------- | --- | ------------ | ------- | ---------- |
| Bild gesucht BW  | Gesamtanlage Michelbach | Michelbach, Am alten Weg 1, 2, 3, 6; Am Friedhof 15, 18, 20, 22; Am Lugrain 3, 3A, 4; Bleichstraße 1; Breungesheiner Straße 8, 12–28; Busenborner Straße 1, 2, 7, 8, 9; Felsenweg 2, 7, 11; Glockenstraße 1–8, 21, 25, 27; Wasserweg 3, 5, 6, 8 Lage |              |         | 124238 DDB |
| Bild gesucht BW  | Gefallenendenkmal       | Michelbach, Am Friedhof 3 LageFlur: 1, Flurstück: 189 |              |         | 123550 DDB |
| Bild gesucht BW  | Wasserwerk              | Michelbach, Am Friedhof 15 LageFlur: 1, Flurstück: 115 |              |         | 124406 DDB |
| Bild gesucht BW  | Wohnhaus                | Michelbach, Am Friedhof 18 LageFlur: 1, Flurstück: 4/1 |              |         | 123551 DDB |
| Bild gesucht BW  | Backhaus                | Michelbach, Backhausstraße 1 LageFlur: 1, Flurstück: 91/1 |              |         | 123552 DDB |
| Bild gesucht BW  | Sachteil Haustür        | Michelbach, Breungesheiner Straße 13 LageFlur: 1, Flurstück: 21 |              |         | 124429 DDB |
| Ehemalige Schule | Ehemalige Schule        | Michelbach, Breungesheiner Straße 35 LageFlur: 1, Flurstück: 65/4 |              |         | 123553 DDB |
| Bild gesucht BW  | Wohnhaus                | Michelbach, Busenborner Straße 9 LageFlur: 1, Flurstück: 81 |              |         | 123554 DDB |
| Bild gesucht BW  | Scheune                 | Michelbach, Glockenstraße 2 LageFlur: 1, Flurstück: 110 |              |         | 123555 DDB |
| weitere Bilder   | Evangelische Kirche     | Michelbach, Glockenstraße 3 LageFlur: 1, Flurstück: 1 |              |         | 123556 DDB |
| Bild gesucht BW  | Einhof                  | Michelbach, Glockenstraße 8 LageFlur: 1, Flurstück: 100/4 |              |         | 123557 DDB |
| Bild gesucht BW  | Streckhof               | Michelbach, Glockenstraße 21 LageFlur: 1, Flurstück: 135 |              |         | 124377 DDB |
| Bild gesucht BW  | Hof                     | Michelbach, Glockenstraße 25 LageFlur: 1, Flurstück: 137 |              |         | 123558 DDB |
| Bild gesucht BW  | Wohnhaus                | Michelbach, Wasserweg 6 LageFlur: 1, Flurstück: 122/7 |              |         | 123559 DDB |

### Rainrod
| Bild            | Bezeichnung                       | Lage | Beschreibung     | Bauzeit | Objekt-Nr. |
| --------------- | --------------------------------- | --- | ---------------- | ------- | ---------- |
| Bild gesucht BW | Gesamtanlage Rainrod              | Rainrod, Brückenstraße 4, 6, 6A, 7, 9; Eichelsächser Straße 1–8; Mühlstraße 1–5, 5A, 6, 7, 9, 9A, 9B, 11, 12, 13, 15, 17; Rathausstraße 1–14, 16, 16A, 17–21, 21A, 22–26, 28, 30, 32, 33, 34, 35, 38, 39, 41, 43; Uferstraße 1, 3–9, 11, 13, 15, 17, 19, 25 Lage |                  |         | 124239 DDB |
| Bild gesucht BW | Wohnhaus                          | Rainrod, Bornwiesenstraße 4 LageFlur: 11, Flurstück: 114/2 |                  |         | 123560 DDB |
| Bild gesucht BW | Hofanlage                         | Rainrod, Bornwiesenstraße 7 LageFlur: 11, Flurstück: 107 |                  |         | 123561 DDB |
| Bild gesucht BW | Hofanlage                         | Rainrod, Brückenstraße 7 LageFlur: 10, Flurstück: 8 |                  |         | 123562 DDB |
| Bild gesucht BW | Wohnhaus                          | Rainrod, Eichelsächser Straße 3 LageFlur: 10, Flurstück: 84 |                  |         | 123563 DDB |
| Bild gesucht BW | Hofablage                         | Rainrod, Eichelsächser Straße 4 LageFlur: 10, Flurstück: 44 |                  |         | 123564 DDB |
| Bild gesucht BW | Wohnhaus                          | Rainrod, Eichelsächser Straße 5 LageFlur: 10, Flurstück: 83 |                  |         | 123565 DDB |
| Wohnhaus        | Wohnhaus                          | Rainrod, Eichelsächser Straße 7 LageFlur: 10, Flurstück: 82 |                  |         | 123566 DDB |
| Bild gesucht BW | Wohnhaus                          | Rainrod, Frankfurter Straße 5 LageFlur: 10, Flurstück: 168 |                  |         | 123598 DDB |
| Bild gesucht BW | Hofanlage                         | Rainrod, Frankfurter Straße 35 LageFlur: 10, Flurstück: 1/1 |                  |         | 123599 DDB |
| Wohnhaus        | Wohnhaus                          | Rainrod, Mühlstraße 1 LageFlur: 10, Flurstück: 39 |                  |         | 124136 DDB |
| Bild gesucht BW | Backhaus                          | Rainrod, Mühlstraße 2 LageFlur: 10, Flurstück: 37/5 |                  |         | 123567 DDB |
| Winkelhof       | Winkelhof                         | Rainrod, Mühlstraße 3 LageFlur: 10, Flurstück: 40 |                  |         | 123568 DDB |
| Bild gesucht BW | Wohnhaus                          | Rainrod, Mühlstraße 5 LageFlur: 10, Flurstück: 41/1 |                  |         | 123569 DDB |
| Bild gesucht BW | Stallscheune                      | Rainrod, Mühlstraße 5A LageFlur: 10, Flurstück: 41/2 |                  |         | 123570 DDB |
| weitere Bilder  | Wohnhaus                          | Rainrod, Mühlstraße 6 LageFlur: 10, Flurstück: 32/2 |                  |         | 123596 DDB |
| Bild gesucht BW | Wohnhaus                          | Rainrod, Mühlstraße 9 LageFlur: 10, Flurstück: 51/4 |                  |         | 123571 DDB |
| Bild gesucht BW | Wohn-Stall-Haus                   | Rainrod, Mühlstraße 12 LageFlur: 11, Flurstück: 99/3 |                  |         | 123572 DDB |
| Bild gesucht BW | Ehemaliges Wohn-Stall-Haus        | Rainrod, Mühlstraße 14 LageFlur: 11, Flurstück: 100/3 |                  |         | 123573 DDB |
| Wohnhaus        | Wohnhaus                          | Rainrod, Mühlstraße 18 LageFlur: 11, Flurstück: 104/2, 104/3 |                  |         | 123574 DDB |
| weitere Bilder  | Ehemalige Untermühle              | Rainrod, Mühlstraße 23 und 25A LageFlur: 11, Flurstück: 96/31, 96/39 |                  |         | 123575 DDB |
| Bild gesucht BW | Fachwerkhaus                      | Rainrod, Rathausstraße 2 LageFlur: 10, Flurstück: 86 |                  |         | 123577 DDB |
| Spritzenhaus    | Spritzenhaus                      | Rainrod, Rathausstraße 3 LageFlur: 10, Flurstück: 153/2 |                  |         | 123578 DDB |
| Bild gesucht BW | Wohnhaus                          | Rainrod, Rathausstraße 4 LageFlur: 10, Flurstück: 87 |                  |         | 123584 DDB |
| weitere Bilder  | Ehemaliges Back- und Gemeindehaus | Rainrod, Rathausstraße 5 LageFlur: 10, Flurstück: 153/5 |                  |         | 123579 DDB |
| Bild gesucht BW | Ehemaliges Gemeindewirtshaus      | Rainrod, Rathausstraße 7 LageFlur: 10, Flurstück: 153/4 |                  |         | 123580 DDB |
| Bild gesucht BW | Ehemaliges Schulhaus              | Rainrod, Rathausstraße 11 LageFlur: 10, Flurstück: 151 |                  |         | 123581 DDB |
| Bild gesucht BW | Wohnhaus                          | Rainrod, Rathausstraße 13 LageFlur: 10, Flurstück: 149 |                  |         | 123582 DDB |
| Bild gesucht BW | Wohnhaus                          | Rainrod, Rathausstraße 16 und 16A LageFlur: 10, Flurstück: 99/7, 99/8 |                  |         | 123585 DDB |
| Bild gesucht BW | Wohnhaus                          | Rainrod, Rathausstraße 17 LageFlur: 10, Flurstück: 148 |                  |         | 123586 DDB |
| Bild gesucht BW | Ehemaliges Forsthaus              | Rainrod, Rathausstraße 19 LageFlur: 10, Flurstück: 147 |                  |         | 123587 DDB |
| Bild gesucht BW | Hofanlage                         | Rainrod, Rathausstraße 21 und 21A LageFlur: 10, Flurstück: 144/1, 144/2 |                  |         | 123588 DDB |
| Bild gesucht BW | Wohnhaus                          | Rainrod, Rathausstraße 28 LageFlur: 10, Flurstück: 107 |                  |         | 123589 DDB |
| Bild gesucht BW | Wohnhaus                          | Rainrod, Rathausstraße 35 LageFlur: 10, Flurstück: 118/1 |                  |         | 123590 DDB |
| weitere Bilder  | Evangelische Kirche               | Rainrod, Rathausstraße 38 LageFlur: 10, Flurstück: 104 |                  |         | 123583 DDB |
| Bild gesucht BW | Gefallenendenkmäler               | Rainrod, Rathausstraße 38 LageFlur: 10, Flurstück: 104 |                  |         | 123583 DDB |
| Bild gesucht BW | Doppelhaus                        | Rainrod, Rathausstraße 39 und 41 LageFlur: 10, Flurstück: 115, 117/2 |                  |         | 123591 DDB |
| Bild gesucht BW | Friedhof                          | Rainrod, Rathausstraße 40 LageFlur: 8, Flurstück: 92/1 |                  |         | 934721 DDB |
| Bild gesucht BW | Portal zum Kirchhof               | Rainrod, Rathausstraße (zwischen Nr. 22 und 24) LageFlur: 10, Flurstück: 103 |                  |         | 123576 DDB |
| Bild gesucht BW | Schule                            | Rainrod, Schulweg 2 und 4 LageFlur: 10, Flurstück: 20/8, 20/9 | Große Dorfschule |         | 123592 DDB |
| Bild gesucht BW | Wohnhaus                          | Rainrod, Uferstraße 4 LageFlur: 10, Flurstück: 155 |                  |         | 123593 DDB |
| Bild gesucht BW | Fachwerkwohnhaus                  | Rainrod, Uferstraße 5 LageFlur: 10, Flurstück: 27 |                  |         | 123594 DDB |
| Bild gesucht BW | Fachwerkhaus                      | Rainrod, Uferstraße 7 LageFlur: 10, Flurstück: 26 |                  | 1758    | 123595 DDB |
| Bild gesucht BW | Ehemaliges Backhaus               | Rainrod, Uferstraße 8 LageFlur: 10, Flurstück: 179 |                  |         | 124351 DDB |
| Bild gesucht BW | Fachwerkhaus                      | Rainrod, Uferstraße 25 LageFlur: 10, Flurstück: 178 |                  |         | 123597 DDB |

### Rudingshain
| Bild                  | Bezeichnung                             | Lage | Beschreibung | Bauzeit | Objekt-Nr. |
| --------------------- | --------------------------------------- | --- | --- | ------- | ---------- |
| Bild gesucht BW       | Gesamtanlage Rudingshain                | Rudingshain, Am Ballplatz 1, 2, 3, 5, 7; Bergstraße 1–4, 6, 8, 10; Diefenbachstraße 1, 3; Feldkrückerweg 1, 3, 4; Götzener Straße 1, 2, 3, 5, 6, 7; Hintergasse 1, 3, 4, 6, 8, 12, 12A, 18, 20, 22, 24; Karl-Theobald-Straße 2–10, 12–17, 17A, 18–32, 32A, 33, 36; Mühlhof 1, 2, 3, 4, 6; Rosenweg 2; Schulstraße 1, 2A, 2–16, 18 Lage | |         | 124240 DDB |
| Bild gesucht BW       | Friedhof: Grabmal und Gefallenendenkmal | Rudingshain, Auf der Beun LageFlur: 2, Flurstück: 221 | Geschützt ist ein Grabdenkmal aus 1849 von Eheleuten Heinrich und Magratetha Dambmann für die beiden Söhne, ein kubischer Unterbau mit einer Urne an der Spitze. |         | 123360 DDB |
| Bild gesucht BW       | Forsthaus                               | Rudingshain, Diefenbachstraße 3 LageFlur: 2, Flurstück: 110/1 | |         | 123602 DDB |
| Bild gesucht BW       | Backhaus                                | Rudingshain, Karl-Theobald-Straße, Nidda LageFlur: 2, Flurstück: 130/1, 145/1 | |         | 123603 DDB |
| Bild gesucht BW       | Wirtschaftsgebäude                      | Rudingshain, Karl-Theobald-Straße 5 LageFlur: 2, Flurstück: 123/1 | |         | 123604 DDB |
| Streckhof             | Streckhof                               | Rudingshain, Karl-Theobald-Straße 9 LageFlur: 2, Flurstück: 77/2 | |         | 123605 DDB |
| Bild gesucht BW       | Hofanlage                               | Rudingshain, Karl-Theobald-Straße 14 LageFlur: 2, Flurstück: 55 | |         | 123606 DDB |
| weitere Bilder        | Backhaus                                | Rudingshain, Karl-Theobald-Straße 22 LageFlur: 1, Flurstück: 31/1 | |         | 123607 DDB |
| weitere Bilder        | Evangelische Kirche                     | Rudingshain, Schulstraße 3 LageFlur: 2, Flurstück: 119/1 | |         | 123609 DDB |
| Ehemalige Schulhäuser | Ehemalige Schulhäuser                   | Rudingshain, Schulstraße 13 und 15 LageFlur: 1, Flurstück: 1/1 | |         | 123610 DDB |
| weitere Bilder        | Ludwigsbrunnen                          | Rudingshain, Ludwigsbrunnen, Außerhalb der Ortslage LageFlur: 5, Flurstück: 15 | |         | 123601 DDB |
| Bild gesucht BW       | Karl-Theobald-Brunnen                   | Rudingshain, Karl-Theobald-Brunnen, Außerhalb der Ortslage (Landesstraße 3291) LageFlur: 6, Flurstück: 62 | | 1906    | 123600 DDB |

### Sichenhausen
| Bild            | Bezeichnung            | Lage                                                               | Beschreibung | Bauzeit | Objekt-Nr. |
| --------------- | ---------------------- | ------------------------------------------------------------------ | ------------ | ------- | ---------- |
| Bild gesucht BW | Backhaus               | Sichenhausen, Buchwaldsweg 4 LageFlur: 1, Flurstück: 55            |              |         | 123663 DDB |
| Bild gesucht BW | Gefallenendenkmal      | Sichenhausen, Enger Weg 2 LageFlur: 1, Flurstück: 12/3             |              |         | 123664 DDB |
| Bild gesucht BW | Backhaus               | Sichenhausen, Herchenhainer Straße 5 LageFlur: 1, Flurstück: 133   |              |         | 123665 DDB |
| Bild gesucht BW | Streckhof              | Sichenhausen, Herchenhainer Straße 9 LageFlur: 1, Flurstück: 128   |              |         | 123666 DDB |
| Bild gesucht BW | Wohnhaus               | Sichenhausen, Herchenhainer Straße 15 LageFlur: 1, Flurstück: 77/1 |              |         | 123667 DDB |
| Bild gesucht BW | Ehemalige Nickelsmühle | Sichenhausen, Nidderweg 7 LageFlur: 1, Flurstück: 115/1            |              |         | 123671 DDB |
| Bild gesucht BW | Einhof                 | Sichenhausen, Rehbergweg 9 LageFlur: 1, Flurstück: 54/6            |              |         | 123672 DDB |
| Bild gesucht BW | Einhof                 | Sichenhausen, Strauchweg 1 LageFlur: 1, Flurstück: 171/1           |              |         | 124441 DDB |
| Bild gesucht BW | Ehemalige Schule       | Sichenhausen, Strauchweg 6 LageFlur: 1, Flurstück: 182/1           |              |         | 123670 DDB |

### Wingershausen
| Bild            | Bezeichnung                        | Lage | Beschreibung | Bauzeit | Objekt-Nr. |
| --------------- | ---------------------------------- | --- | --- | ------- | ---------- |
| Bild gesucht BW | Gesamtanlage Wingershausen         | Wingershausen, Am Berg 1, 2, 2A, 3, 4, 6, 8, 10, 12, 13, 14, 15, 17, 19, 21, 23; Eschenröder Straße 1–6, 8, 10, 17, 18, 18A, 19, 21, 22, 24, 26; Rangstraße 1–10, 13, 14, 16, 18, 22, 24, 26, 28, 30, 36 Lage | |         | 124242 DDB |
| weitere Bilder  | Backhaus                           | Wingershausen, Am Berg 4 LageFlur: 1, Flurstück: 54 | |         | 123296 DDB |
| weitere Bilder  | Evangelische Kirche und Grabsteine | Wingershausen, Am Berg 6 LageFlur: 1, Flurstück: 1 | |         | 123684 DDB |
| Bild gesucht BW | Fachwerkhaus                       | Wingershausen, Am Berg 8 LageFlur: 1, Flurstück: 2/1 | |         | 123673 DDB |
| Bild gesucht BW | Fachwerkhaus                       | Wingershausen, Am Berg 12 LageFlur: 1, Flurstück: 3 | |         | 123674 DDB |
| Bild gesucht BW | Fachwerkhaus                       | Wingershausen, Am Berg 13 LageFlur: 1, Flurstück: 38 | |         | 123298 DDB |
| Bild gesucht BW | Ehemalige Schule                   | Wingershausen, Am Berg 15 LageFlur: 1, Flurstück: 37 | |         | 123297 DDB |
| weitere Bilder  | Dorfgemeinschaftshaus              | Wingershausen, Am Berg 15 LageFlur: 1, Flurstück: 37 | |         | 124360 DDB |
| Bild gesucht BW | Friedhof                           | Wingershausen, Am Berg 33 LageFlur: 1, Flurstück: 20, 21 | Schutzwürdig ist die Friedhofsmauer aus Basalthaustein sowie die klassizistischen Sandsteinpfosten des Portals. Das Gefallenendenkmal stammt aus der Zeit um 1960, die Friedhofshalle ist ein modernes Gebäude. |         | 123679 DDB |
| Bild gesucht BW | Streckhof                          | Wingershausen, Eschenröder Straße 2 LageFlur: 1, Flurstück: 61 | |         | 123299 DDB |
| Bild gesucht BW | Ehemalige Veltesmühle              | Wingershausen, Eschenröder Straße 6 LageFlur: 1, Flurstück: 70/1 | |         | 123677 DDB |
| Bild gesucht BW | Wohnhaus                           | Wingershausen, Eschenröder Straße 10 LageFlur: 1, Flurstück: 69 | |         | 123676 DDB |
| Bild gesucht BW | Ehemalige Schmiede                 | Wingershausen, Eschenröder Straße 19 LageFlur: 1, Flurstück: 78 | |         | 123675 DDB |
| Bild gesucht BW | Obermühle                          | Wingershausen, Eschenröder Straße 21 und 26 LageFlur: 1, Flurstück: 84, 85 | |         | 123678 DDB |
| Bild gesucht BW | Fachwerkhaus                       | Wingershausen, Rangstraße 1 LageFlur: 1, Flurstück: 56 | |         | 124361 DDB |
| Bild gesucht BW | Ehemaliges Spritzenhaus            | Wingershausen, Rangstraße 2 LageFlur: 1, Flurstück: 103, 60/9 | |         | 123680 DDB |
| Bild gesucht BW | Streckhof                          | Wingershausen, Rangstraße 3 LageFlur: 1, Flurstück: 5 | |         | 124137 DDB |
| Bild gesucht BW | Transformator                      | Wingershausen, Rangstraße 4 LageFlur: 1, Flurstück: 103 | Transformatorenturm |         | 123681 DDB |
| Bild gesucht BW | Waage                              | Wingershausen, Rangstraße 6 LageFlur: 1, Flurstück: 105 | |         | 123682 DDB |
| Pfarrhof        | Pfarrhof                           | Wingershausen, Rangstraße 8 LageFlur: 1, Flurstück: 106 | |         | 123683 DDB |
| Bild gesucht BW | Hofanlage                          | Wingershausen, Rangstraße 18 LageFlur: 1, Flurstück: 138/3 | |         | 123295 DDB |
| Bild gesucht BW | Streckhof                          | Wingershausen, Rangstraße 26 LageFlur: 1, Flurstück: 129 | |         | 124358 DDB |
| Bild gesucht BW | Wohnhaus                           | Wingershausen, Rangstraße 30 LageFlur: 1, Flurstück: 122 | |         | 124359 DDB |